# Église Saint-Clément de Saint-Clément
L'église Saint-Clément de Saint-Clément est une église située à Saint-Clément dans le département de l'Aisne, en France.

## Description
Bien qu'elle ne possède pas de tour, cette église présente des traces anciennes de fortification : latrines, baie rebouchée à l'étage, porte dérobée avec escalier menant à l'étage.

## Localisation
L'église est située sur la commune de Saint-Clément, dans le département de l'Aisne.

## Historique

### Galerie

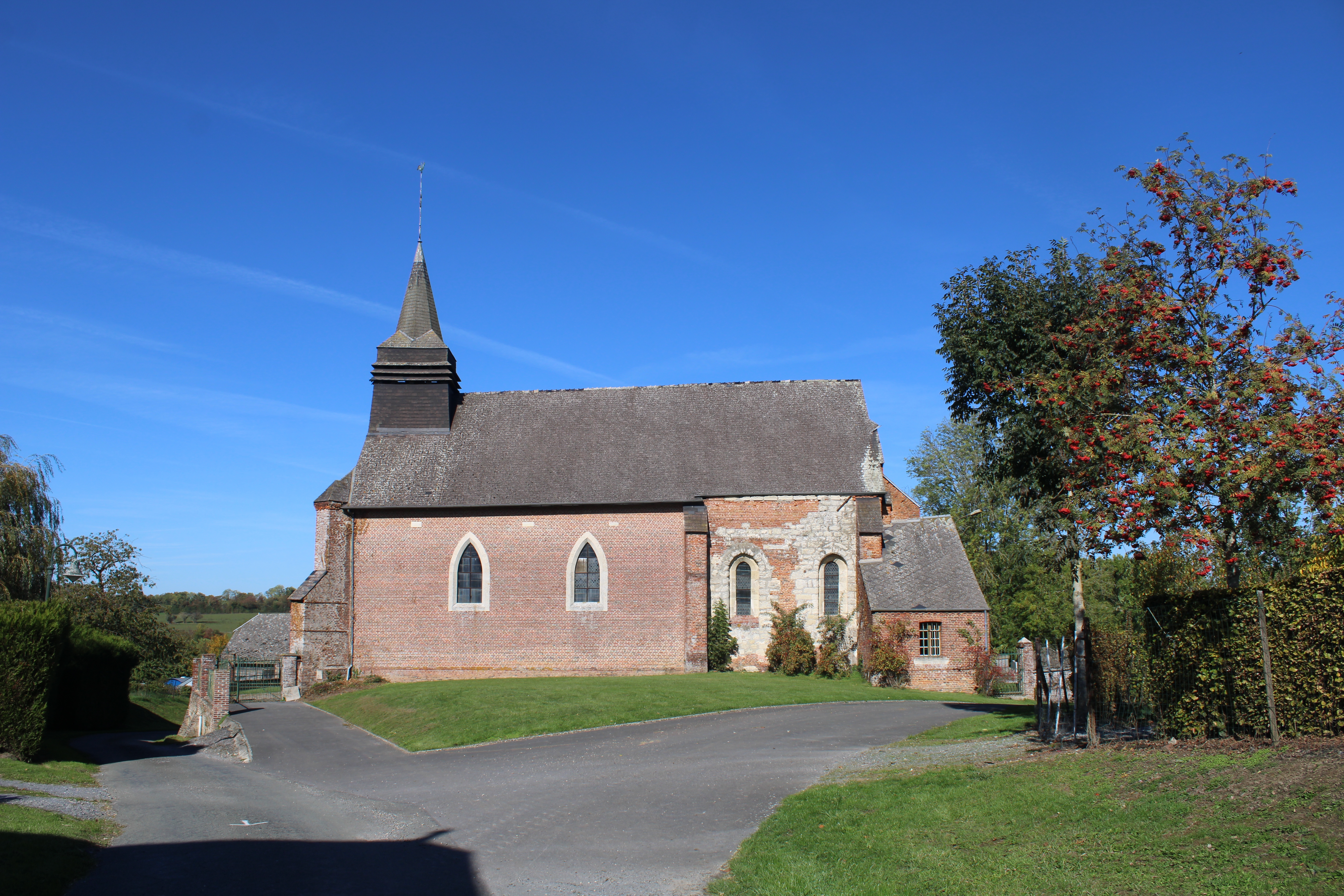
Vue générale.
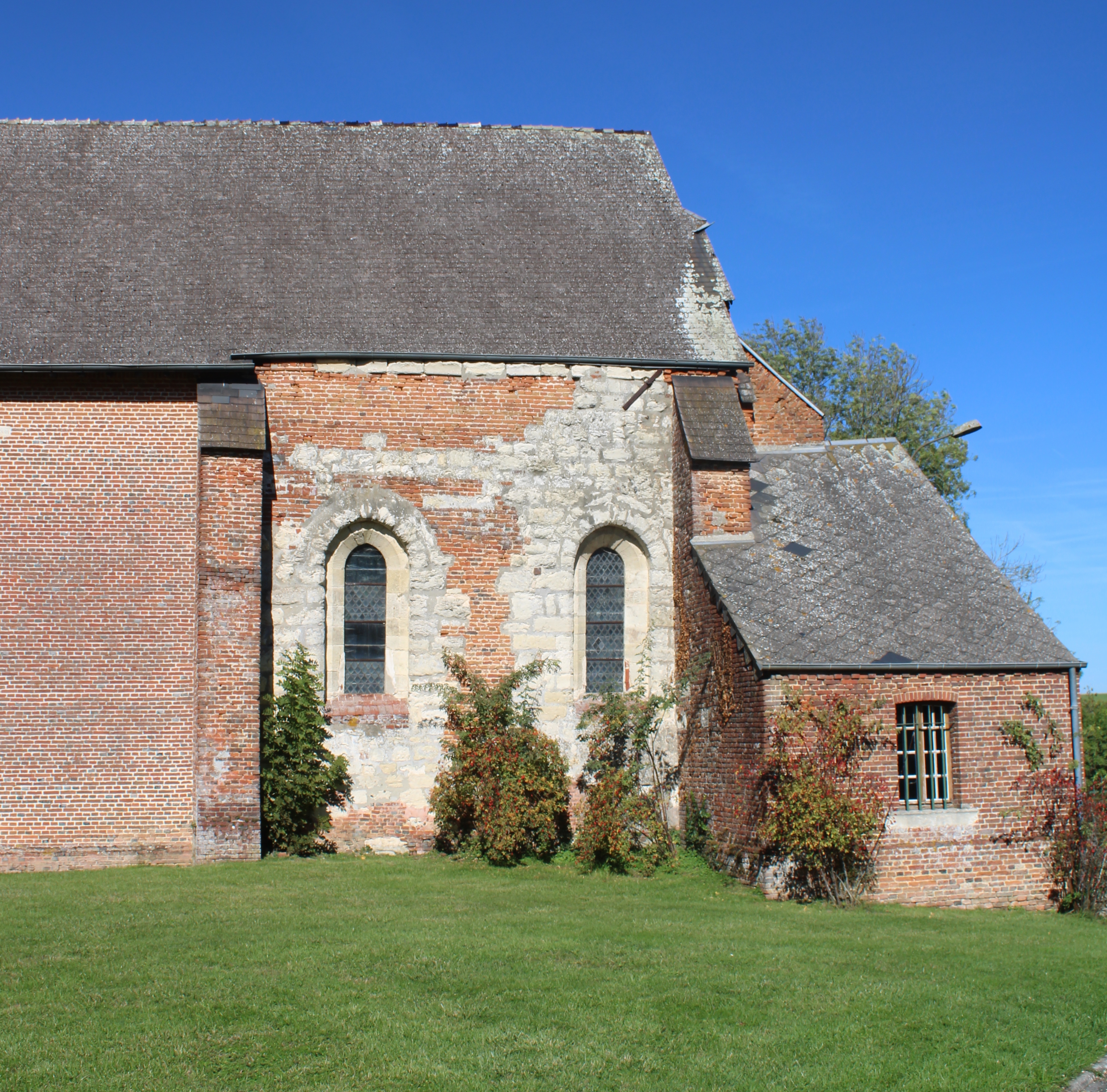
Le chœur en partie en pierre calcaire.
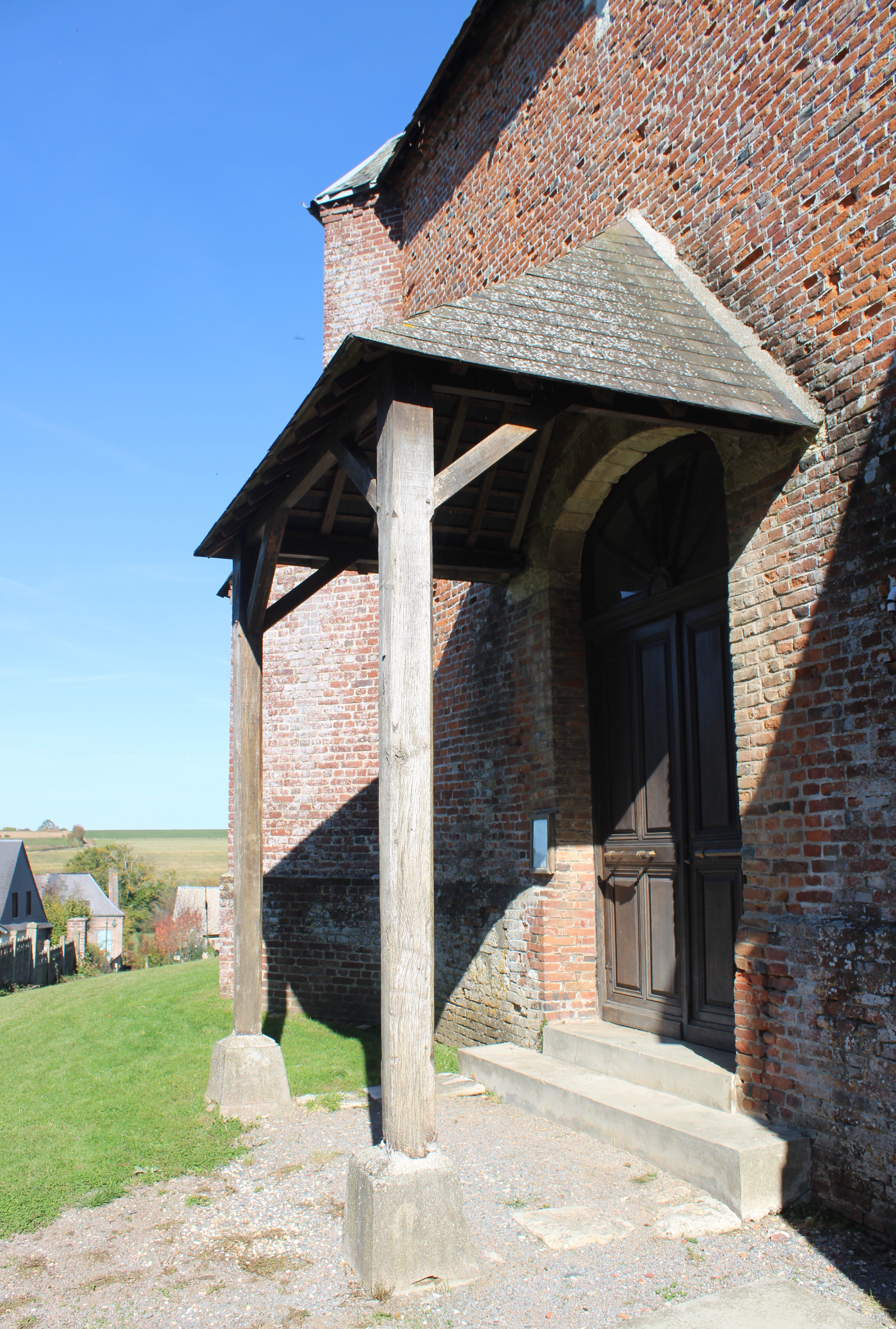
Le porche couvert.
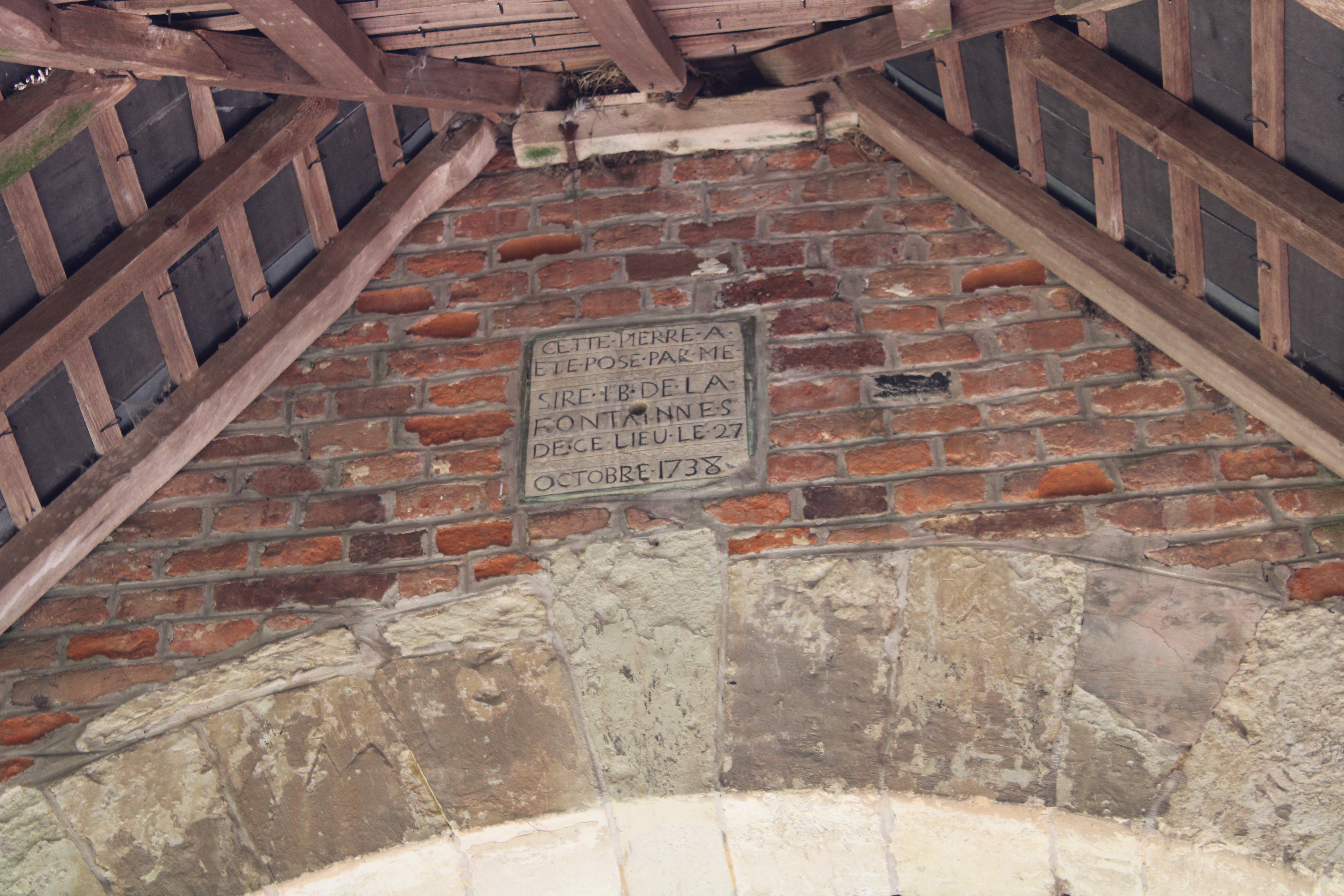
Plaque portant la date de l'édification de l'église : 1738.
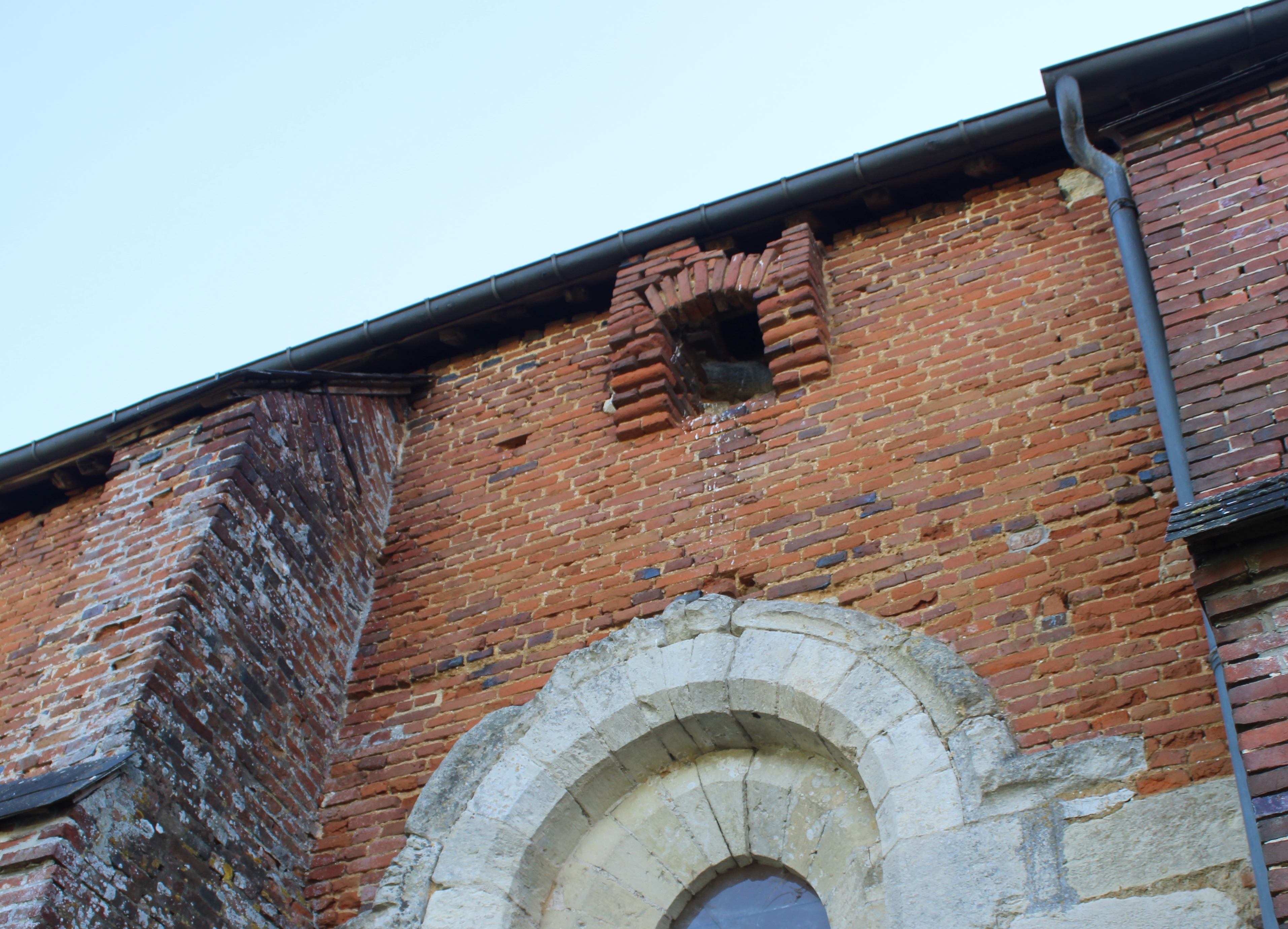
Ancienne latrine de la salle de refuge.
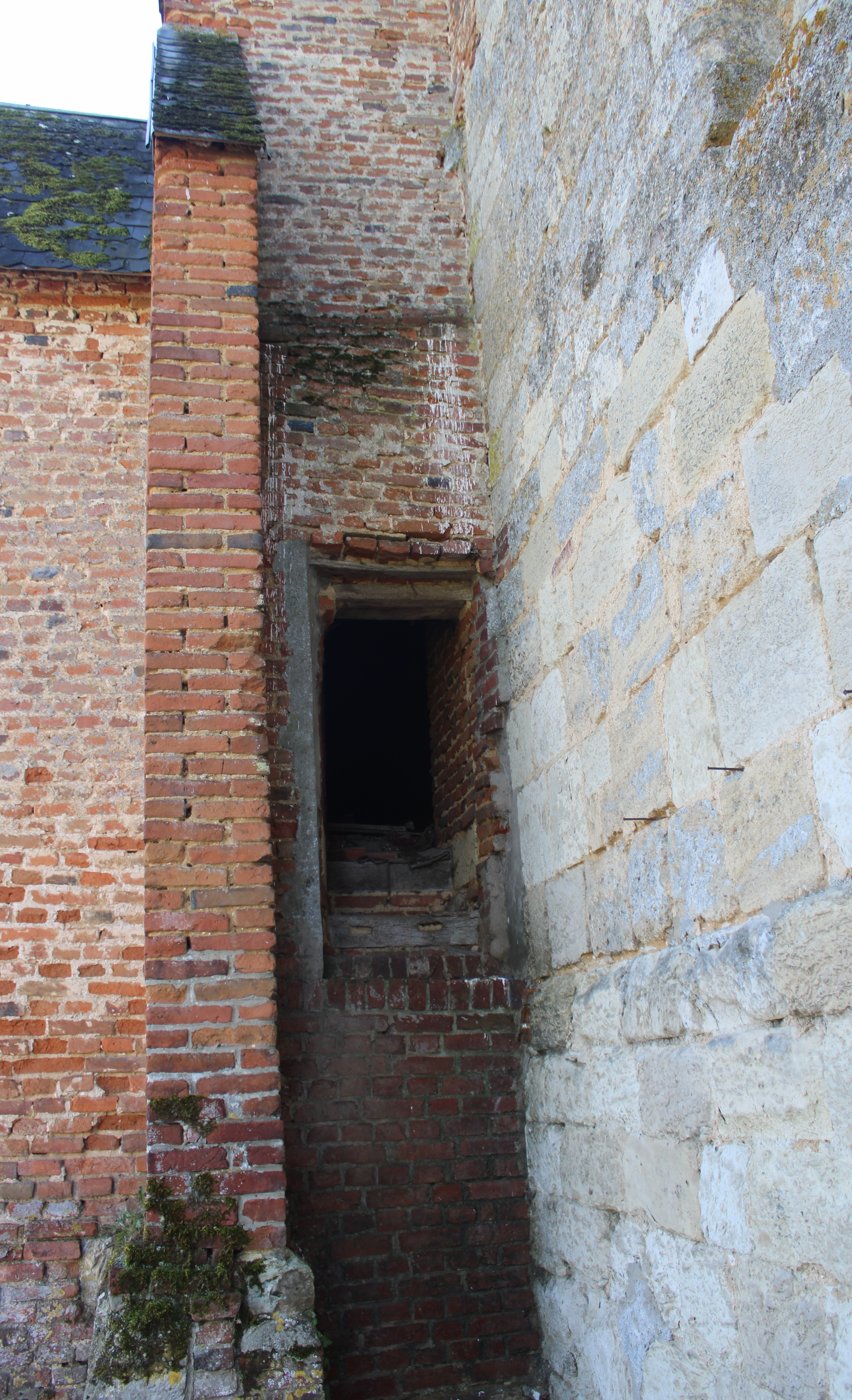
Ancienne porte dérobée menant à l'étage.
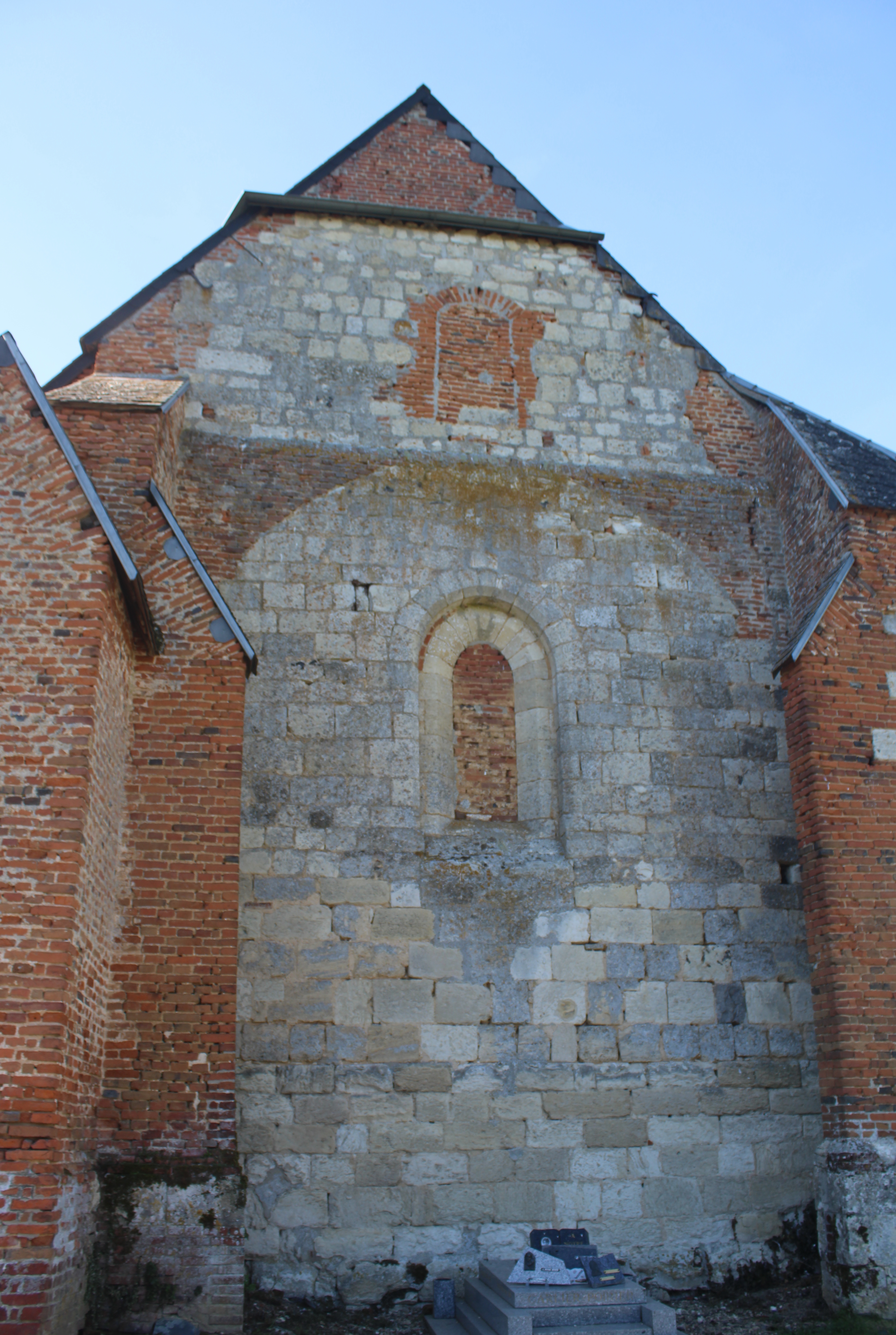
Trace de la baie de la salle de refuge.